# Várpalota (distrikt)
Várpalota är ett distrikt i Ungern. Det ligger i provinsen Veszprém, i den västra delen av landet, 80 km sydväst om huvudstaden Budapest.